# 第5號交響曲 (貝多芬)

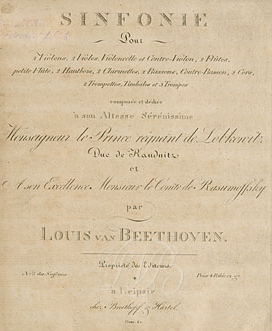
貝多芬第五號交響曲的封面。可以看到題獻給洛布科维茨亲王以及安德烈·拉祖莫夫斯基。

《C小調第5號交響曲》，作品67，是路德维希·范·贝多芬於1804年至1808年間創作的四樂章交響曲。該作品是古典音樂中最受歡迎、最著名、也是最常被演奏的交響曲之一。自首演之日起，第5號交響曲就獲得了廣泛的讚譽和極好的口碑。當時，E·T·A·霍夫曼将這首交響曲称作“當代最重要的作品之一”。
全曲以特別的四音符“短-短-短-長”主題開頭：試聽ⓘ
因据说代表性的四音符主题是暗喻命运在敲门，第5號交響曲又有《命運交响曲》（德語：Schicksalssinfonie）的別題。該作品的元素也在流行文化中被多次改編，比如出現在迪斯科及搖滾樂的其它新型態樂風中，以及電影和電視裡。

## 背景

### 創作

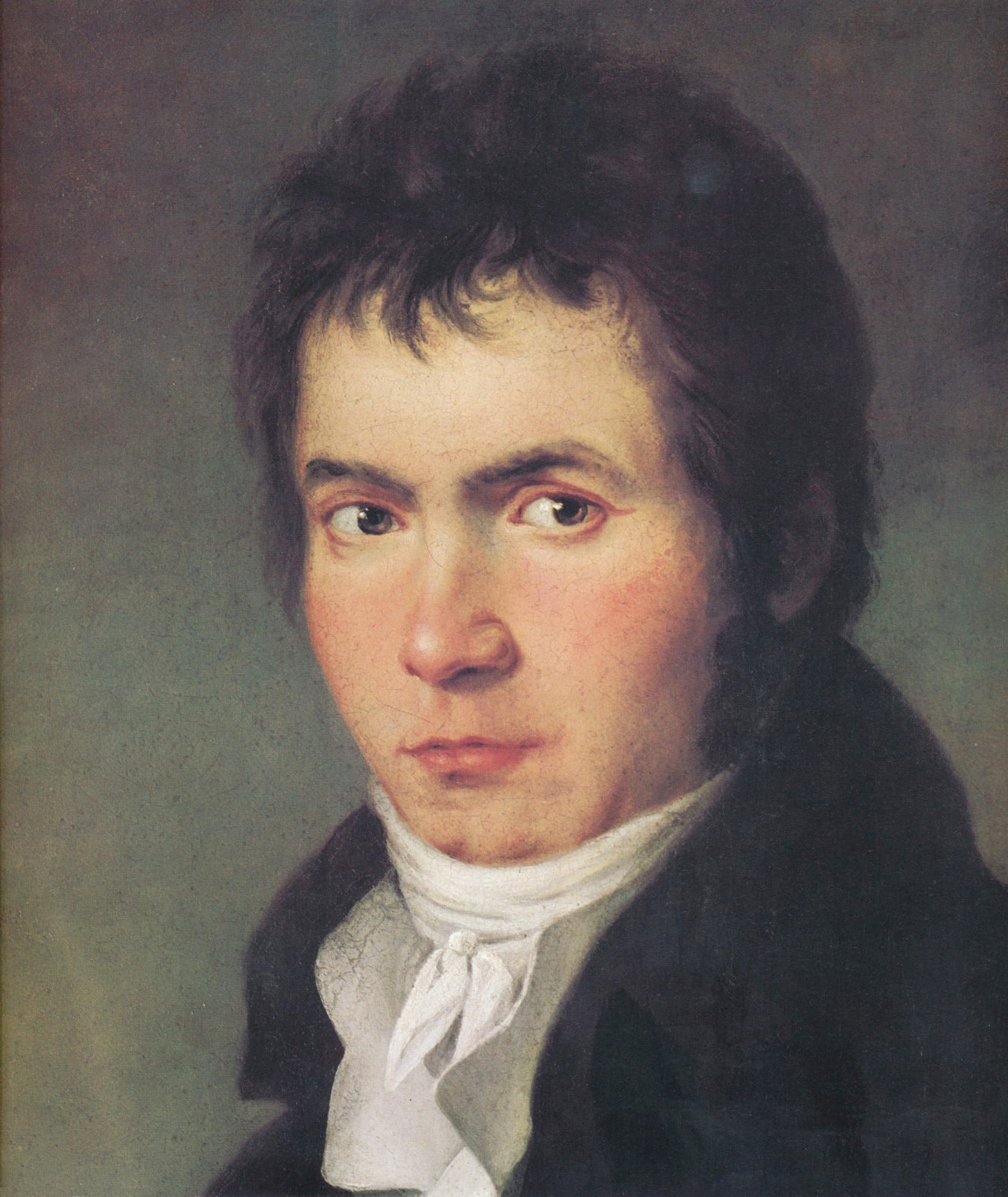
1804年的貝多芬

第5號交響曲的醖釀時間很長。作品的最早構思可追溯到其第3號交響曲《英雄》完成之後的1804年。但是，此后貝多芬多次中斷第5號交響曲的創作而去寫別的曲子。最終，第5號交響曲在1807年至1808年間完成了創作，與第6號交響曲《田園》一同问世，並同场首演。
此时的貝多芬三十多歲，生活正被日益严重的耳聾困扰。同一时期，拿破崙戰爭爆发，奧地利政治動盪，1805年拿破崙的部隊佔領了維也納。

### 題獻
貝多芬將此交響曲題獻給他的兩位贊助者，洛布科维茨亲王以及拉祖莫夫斯基伯爵（Count Rasumovsky）。这被標示在1809年4月的初版版本上。

### 首演
第5號交響曲於1808年12月22日在維也納河畔劇院首演。这场極爲龐大的音樂會所安排的曲目，都是貝多芬新作品的首演，並且由作曲家親自担当指揮。整场演出時长超過四個小時。節目包括：
- “第5號交響曲”（今日的《田園》）[b]
- 詠嘆調：Ah perfido!（作品65）
- C大調彌撒“榮耀經”（Gloria）樂章
- 第4號鋼琴協奏曲（貝多芬親自演奏）

（中場休息）
- “第6號交響曲”
- C大調彌撒“聖哉經”（Sanctus）、“奉主名而來”（Benedictus）樂章
- 《合唱幻想曲（英语：Choral Fantasy (Beethoven)）》

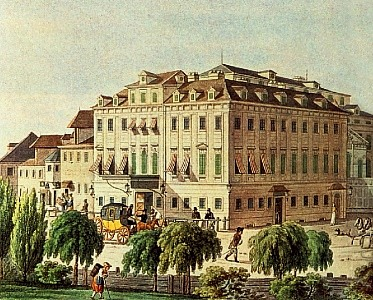
十九世紀初的維也納河畔劇院

首演音樂會时的环境与条件并不理想。当时，樂隊沒有演奏好，他们在演奏會前只排演了一次。而《合唱幻想曲》一曲又有演奏者出了差錯，迫使貝多芬停下重新開始。此外，当时演奏廳極冷，觀眾因為節目太長而疲勞。在这样的背景下，音乐会没有引起大的反响。不過一年半之後，另一場音樂會却引起了熱烈的回應和讚美。很快這首交響曲成為了演奏會的重點曲目。

## 分析
對於第5號交響曲的音樂分析，最關鍵的問題便是「命運」動機的使用。有説法稱，上述的四音符節奏型及其變形，在后三個樂章中均有體現，起到了貫穿全曲，使之渾然一體的作用。
如果觀察樂譜，會找到許多證據。第三樂章中圓號的獨奏就包括這一“短-短-短-長”節奏：
例如第二樂章的一段伴奏（試聽ⓘ）：
末樂章中也有如下的短笛部分（試聽ⓘ）：
尾聲中低聲部多次演奏如下樂段（試聽ⓘ）：
然而，也有評論者對此不以爲然。英國音樂家安東尼·霍普金斯在提到諧謔曲中的節奏時，稱這二者「根本不一樣」：一個以弱拍開頭，一個以強拍開頭。唐納·托維也對這種整體性理論不屑一顧。他稱，如果這種牽強的説法可以成立，那貝多芬的《熱情》奏鳴曲、第4號鋼琴協奏曲（試聽ⓘ）、以及第10號絃樂四重奏等作品都可以說與第5號交響曲有關聯；意即這種簡單的節奏是不可避免的，而且是極其常見的。對於貝多芬的處理是無意還是有意，迄今依然沒有定論。

### 編制
此作品在二管制的傳統下，加上了短笛、倍低音管和三把長號。
|  | 木管乐器 短笛（僅第四樂章） 2 长笛 2 双簧管 2 单簧管 2 低音管 倍低音管（僅第四樂章） | 铜管乐器 2 圆号 2 小号 3 長號（中音、次中音及低音，僅第四樂章） 定音鼓 | 弦乐器 第一小提琴 第二小提琴 中提琴 大提琴 低音提琴 |

依照工具書《管弦樂作品手冊》指示，上述之配器可簡記為"*3 2 2 *3—2 2 3 0—tmp—str"。

### 曲式
作品共四個樂章：
1. 有生氣的快板（Allegro con brio）
2. 稍快的行板（Andante con moto）
3. 諧謔曲：快板（Scherzo: Allegro）
4. 快板（Allegro）

全曲長約30-40分鐘。
第一樂章
C小調，傳統的奏鳴曲曲式，是貝多芬從他的古典樂派老師海頓那裏繼承而來。樂章開首，由弦乐器和单簧管演奏的戲劇性的強奏帶出了貫穿整首交響曲的「命運」動機（參前文），隨後不同聲部不停模仿此一節奏，慢慢組成一個旋律，並將第一主題的樂段再次推向齊奏。隨後圓號奏出E♭大調的過渡樂句：
E♭大調（C小調的關係大調）的第二主題標註為 p，歌唱性較強，但低音弦樂部分時常出現威脅性的四音符動機。該動機也是呈示部尾聲的基礎。發展部使用了模仿式的模進，包括過渡段都有所變化。中間較弱的部分就像戰鬥間的喘息。再現部有一段雙簧管樂段模仿了即興演奏的風格，此外圓號的過渡性樂句則改由低音管演奏。最終，此樂章在一段強而有力的齊奏中結束。
開頭數小節的指揮方法有許多爭議：一些指揮家堅持用快板速度；一些使用沉重的自由速度，或用慢而堅定的速度；還有一些使主題聽起來遲延，並稱第四個音符上的延長號可作爲證據。
第二樂章
第二樂章，A♭大調，雙主題變奏曲式。由中提琴和大提琴齊奏開展第一主題，低音主題變奏。較爲雄壯的第二主題則由單簧管、巴松管、小提琴和絃樂部分的三連音琶音組成。之後又出現了由弦樂和長笛進行對位的樂段。樂隊在間奏過後築起了一個特強段，隨即經過一個長尾聲結束。
第三樂章
C小調，三部曲式諧謔曲。十九世紀音樂學者古斯塔夫·諾特伯姆率先指出，諧謔曲的主題與莫札特享有盛名的第40號交響曲末樂章主題極其相似，只是調性和音域有差別。這是貝多芬的主題（試聽ⓘ）：
這是莫札特的主題（試聽ⓘ）：
如果把莫札特的主題挪到和貝多芬同等的音域，此效果可能更為清晰。（試聽ⓘ）
這樣的相似不大可能是巧合。諾特伯姆進一步指出，在貝多芬的草稿本上，還發現作曲家謄抄了莫札特該交響曲第四樂章的29個小節，説明當時貝多芬確實有意借鑑。
諧謔曲部分的主題由木管樂器回應，又由圓號強調。之後還有很著名的低音提琴樂段，聽起來沉重但速度又快，更有滑稽有趣的感覺。C大調的三聲中部有著對位的織體。諧謔曲重現的時候，由安靜的弦樂器撥弦奏出，並漸漸淡出，只有定音鼓持續的滾奏營造出緊張的氣氛，為第四樂章開頭的齊鳴作鋪陳。這一過渡也成爲典範。
貝多芬的手稿上，第三樂章三聲中部結束后，有一個反復，意指之前的諧謔曲（A）和三聲中部（B）都要再演奏一遍，然後才是有所變化的諧謔曲（A'），整體結構可以表示為ABABA'。大多現代版本和演出都刪掉了此反復。但就作曲家方面說，這可能是筆誤；但實際上貝多芬在許多其它作品中，也使用了ABABA'的結構。也有可能貝多芬在出版時改變了主意。戴爾瑪在其著作中指出不反復的ABA'是貝多芬最終的決定。在演出中，ABA'一直佔主流，但一些傾向于原聲演出的指揮家還是使用了ABABA'的結構，認爲它能夠強化諧謔曲主題，使最後到終曲的過渡段更具戲劇性。其中阿巴多與柏林愛樂樂團也曾演奏過帶反復的版本。
第四樂章
第四樂章與第三樂章之間沒有間歇。該樂章對奏鳴曲式進行了稍微的改變：在發展部過後，有一段在屬調上的特強華彩段，並重現了之前的諧謔曲樂章中圓號的旋律。直到一系列漸強過後，再現部才開始。這一做法在海頓的第46號交響曲中就有運用，但並無證據顯示貝多芬受此作影響或啓發。
該樂章有著所向披靡的能量和慶祝勝利的歡騰。其間有一段命運主題的重現，但卻以較弱的音量奏出，暗示這一陰鬱的主題已經成爲過去。全曲尾聲極長，幾乎將主題壓縮入内，C大調和絃不斷重復，達29小節之巨。查爾斯·羅森在《古典的風格》（The Classical Style）一書中表示，這一長得令人難以置信的尾聲，是爲了給該作品宏大的規模划上圓滿地句號，墊下堅實的根基。

## 評價
E·T·A·霍夫曼在首演后不久發表了评论，他用戲劇性的筆調將該作品比喻為“強光射穿深沉的夜幕”，並稱“只有通過它，我們才能調動一切激情，迸发出全身心的呐喊，我们才能坚定地活下去，成为灵魂的守望者”。隨後，他又稱讚“這部天才的狂想曲”有著“無與倫比的内在聯係”，並“深沉而親切地”將聽者“帶入無止境的精神世界”中。
第5號交響曲無論在技巧還是情感上都給人們帶來了的巨大的衝擊，對作曲家及音樂評論家產生很大的影響，受其影響的作曲家有勃拉姆斯、柴可夫斯基 、布魯克納、馬勒、以及白遼士等人。第5號交響曲與《英雄》及第9號交響曲一同，都屬於貝多芬作品中最具革新性的創作之列。
此作品的調性被認爲對貝多芬有特殊的意義，象徵著“風暴般的英雄色彩”。羅森也寫道：“貝多芬用C小調來體現英雄……來呈現作曲家最外向的性格，此時他拒絕任何妥協。”
有普遍觀點認爲，此作品是首個使用長號和短笛的交響曲，這一觀點已被證明是錯誤的：瑞典作曲家约阿基姆·尼古拉斯·埃格尔特在其1807年所創作的交響曲中使用了長號，米歇爾·海頓的第19號交響曲中則使用了短笛。
2016年，《BBC音樂雜誌》對151位指挥家做訪談統計，貝多芬第5號交響曲獲得第十一位的評價。

### “命運”動機
該交響曲最著名的開頭動機，有時被認爲是命運的象徵（“命運的敲門聲”）。該説法起源于貝多芬的秘書安東·辛德勒，他在貝多芬死後多年寫道：
|  | 作曲家自己指著第一樂章的開頭，這樣表述了其作品的根本内容：“看，命運在敲門！” |

然而，辛德勒關於貝多芬生平的描述並沒有得到專家的認可。貝多芬耳聾后使用的對話本中的某些内容，甚至被認爲是他僞造的。他對貝多芬的記述也有著過多的浪漫色彩。
另外一個理論出現在霍普金斯對徹爾尼的引述，稱這個節奏型來源於貝多芬在維也納的公園中散步時聽到的黃鸝的叫聲。霍普金斯評論說：在命運敲門和黃鸝唱歌二者之間，公衆更喜歡戲劇化的假説。。
對此，也有更加嚴厲的説法，如“關於命運敲門聲的傳奇是貝多芬的學生费迪南德·里斯所僞造”，以及“貝多芬對別人的玩笑般的問題和假説一概否認”。後者可能將兩種説法都進行了反駁。

## 軼事
- 二战中，英国BBC广播公司將「命運」动机做为自己的新闻广播启奏音，因为它在莫尔斯电码中的字符是···—，代表字母V——也就是英语胜利“Victory”的第一个字母。有意思的是，V在罗马数字中又刚好相当于阿拉伯数字5。[33]

## 外部連結
- 貝多芬第5號交響曲：国际乐谱典藏计划上的乐谱
- 相关音像制品的讨论与评论 （页面存档备份，存于）
- 作品结构简析
- All About Ludwig van Beethoven （页面存档备份，存于） 上有关贝多芬第5号交響曲——命运交响曲 （页面存档备份，存于） 的分析
- 美国华盛顿特区的国家交响乐团演奏 音樂會説明
- A Century of New Music in Vienna - 包括照片、地图和其他音频文件
- Project Gutenberg has two MIDI-versions of Beethoven's 5th symphony: Etext No. 117 （页面存档备份，存于） and Etext No. 156 （页面存档备份，存于）
- 烏托邦計劃（英语：Mutopia Project）上的贝多芬第5号交响曲钢琴缩谱 （页面存档备份，存于）
- 贝多芬第5号交响曲总谱 （页面存档备份，存于）
- 费城管弦乐团完整演出 （页面存档备份，存于）
- 貝多芬C小調第5號交響曲「命運」公有版權演出 （页面存档备份，存于）
- 貝多芬第5號交響曲的評價蒐羅